# Maison-musée d'Üzeyir Hacıbəyov
La maison-musée d'Üzeyir Hacıbəyov est la maison dans laquelle vivait le célèbre compositeur azerbaïdjanais Üzeyir Hacıbəyov, située dans la rue Chamil Azizbeyov, près de la station de métro Nizami. Le musée a été créé pour perpétuer et propager la vie et l'œuvre du compositeur Üzeyir Hacıbəyov. Le musée commémoratif est sous le contrôle du ministère de la Culture et du Tourisme de la République d'Azerbaïdjan.

## Histoire
Le musée a été créé en 1975 à l'initiative du premier secrétaire du Comité central du Parti communiste de la RSS d'Azerbaïdjan Heydar Aliyev. Le compositeur a vécu dans cette maison de 1915 à 1942. Le musée se compose de 4 salles, d'un salon de verre, d'une salle de cinéma, d'une salle d'exposition et d'une unité administrative. L'artiste populaire d'Azerbaïdjan Kazim Kazimzade et l'architecte Eduard Kruiki ont grandement contribué à la conception et à la préparation du musée. Le 28 février 2005, en l'honneur du 120e anniversaire d'Üzeyir Hacıbəyov, le président Ilham Aliyev a signé un ordre pour effectuer d'importantes réparations dans la maison-musée.

## Expositions
Les expositions du musée montrent la vie et la créativité du compositeur, ainsi que les choses personnelles du compositeur. Tout dans cette maison est conservé tel qu'il était à l'époque d'Üzeyir bey. Une table à manger avec des plats en argent, un samovar, des bols en cuivre, un gramophone, un récepteur radio, des cadeaux de ses amis, etc. Avec le bureau d'Üzeyir Hacıbəyov, tous les objets sur la table sont conservés. Tous les objets lui appartenant sur la table - sa montre, ses verres, même la partie inachevée du poème symphonique "Azerbaïdjan" sont toujours sur son bureau. L'exposition raconte les scènes musicales de Hacıbəyov depuis le premier opéra de tout le Moyen-Orient "Leyli et Majnun", jusqu'au classique "Koroghlu". Le musée fait un excellent travail depuis 40 ans, l'exposition a été mise à jour plusieurs fois et le fonds s'enrichit chaque année.